# 痴愚神礼讃
『痴愚神礼讃』（ちぐしんらいさん、希: Morias enkomion、羅: Stultitiae Laus）は、ネーデルランド出身のルネサンス人文主義者デジデリウス・エラスムスのラテン語による諷刺文学である。1509年に執筆され、1511年に初版刊行された。訳題は他に『愚神礼賛』、『痴愚礼賛』などがある。

## 沿革
エラスムスは1509年にロンドンを訪れ、親しい友人トマス・モアのもとに滞在している間、旅行中に着想した諷刺文をわずか1週間程度の短期間で一気に書き上げたという。
本書は1511年の出版以来、ヨーロッパ各国で翻訳や海賊版が多数出版され、何十もの版を重ねて宗教改革における一大ベストセラーとなった。一説には数十万部も刷られたとされ、当時としては破格のベストセラーである。しかし、宮廷人や至尊の教皇をも対象とするその過激な諷刺内容からしばしば教会・聖職者より敵視されて発禁処分を受け、問題となる部分を削除した版も出版された。

## 内容
痴愚の女神モリアー（モリアエ）が聴衆を前に大演説会を開き、聖書伝説やギリシア・ローマの古典からの夥しい引用、縦横に繰り出される警句とともに人間社会の馬鹿馬鹿しさや繰り広げられる愚行を饒舌に風刺するというものである。痴愚女神は軽妙洒脱な語り口をもって王侯貴族や聖職者・神学者・文法学者・哲学者ら権威者を徹底的にこき下ろし、人間の営為の根底には痴愚の力が働いているのだ、人間は愚かであればこそ幸せなのだ、と自画自賛の長広舌を繰り広げる。
痴愚女神モリアー Moria の名前はギリシア語で「痴愚」「狂気」を意味する語であり、モア More のラテン名モルス Morus から連想されたものである。本書はトマス・モアに捧げられている。

## 日本語訳
- 『痴神礼讃』池田薫訳（白水社、1940年）
- 『痴愚神礼讃』渡辺一夫訳（河出書房、1952年／岩波文庫、1954年、復刊1984年ほか）
- 『痴愚神礼讃』渡辺一夫・二宮敬共訳（中公クラシックス、2006年）
　門下生の二宮による改訳、初版は中央公論社『世界の名著 エラスムス トマス・モア』
- 『痴愚礼讃』大出晁訳（慶應義塾大学出版会、2004年）－ラテン語原典からの邦訳
- 『痴愚神礼讃 ラテン語原典訳』 沓掛良彦訳（中公文庫、2014年）